# Championnat de France de rugby à XIII 1938-1939
Navigation
Édition précédente Édition suivante
Le Championnat de France de rugby à XIII 1938-39 est la cinquième édition du Championnat de France de rugby à XIII. Roanne remporte son premier championnat de l'histoire en battant en finale 9-0 Villeneuve-sur-Lot.

## Liste des clubs en compétition
| Villeneuve-sur-Lot XIII Catalan Albi Bordeaux Cote basque Pau Roanne Lyon-Villeurbanne Narbonne Carcassonne Cavaillon Brive Toulouse |

La Ligue Française de rugby à XIII met en place la cinquième édition du Championnat de France de première division avec la participation de treize clubs.
Tous les clubs se situent dans la moitié Sud de la France avec une grande proportion pour le Sud-Ouest puisque dix des treize clubs s'y situent.
Paris annule sa participation avant le début du championnat.
Le Dax XIII annule sa participation au championnat après avoir disputé neuf rencontres, et est dissous à la fin du mois de novembre 1938 ; tous les points accordés au classement aux équipes ayant joué contre Dax sont ainsi retirés.
Le Grenoble olympique XIII tente d’intégrer le championnat de France mais les Grenoblois échouent à rejoindre le mouvement treiziste français, faute de terrain.
| Club               | Entraîneur(s)       |
| ------------------ | ------------------- |
| Albi               | Thomas Parker       |
| Bordeaux           | Raoul Bonamy        |
| Brive              | Antonin Barbazanges |
| Carcassonne        |                     |
| Cavaillon          | Gaston Amila        |
| Côte basque        |                     |
| Dax                |                     |
| Lyon-Villeurbanne  | Charles Petit       |
| Narbonne           | Ribère et Carrère   |
| Pau                | Roger Lanta         |
| XIII catalan       | Roger Ramis         |
| Roanne             |                     |
| Toulouse           |                     |
| Villeneuve-sur-Lot |                     |

## Déroulement de la compétition

### Classement général
| Rang | Club               | Pts | J  | V  | N | D  | PP  | PC  | Diff |
| ---- | ------------------ | --- | -- | -- | - | -- | --- | --- | ---- |
| 1    | Roanne             | 65  | 24 | 20 | 1 | 3  | 531 | 216 | +315 |
| 2    | Villeneuve-sur-Lot | 58  | 24 | 17 | 0 | 7  | 425 | 303 | +122 |
| 3    | Carcassonne        | 58  | 24 | 17 | 0 | 7  | 375 | 337 | +38  |
| 4    | Bordeaux           | 57  | 24 | 16 | 1 | 7  | 369 | 211 | +158 |
| 5    | XIII Catalan       | 51  | 23 | 14 | 0 | 9  | 413 | 277 | +136 |
| 6    | Toulouse           | 51  | 23 | 14 | 0 | 9  | 323 | 198 | +125 |
| 7    | Albi               | 49  | 24 | 12 | 1 | 11 | 361 | 260 | +101 |
| 8    | Lyon-Villeurbanne  | 46  | 22 | 12 | 0 | 10 | 277 | 329 | -52  |
| 9    | Côte basque        | 40  | 21 | 9  | 1 | 11 | 248 | 245 | +3   |
| 10   | Cavaillon          | 35  | 23 | 6  | 0 | 17 | 206 | 338 | -132 |
| 11   | Brive              | 34  | 23 | 5  | 1 | 17 | 236 | 481 | -245 |
| 12   | Narbonne           | 34  | 24 | 5  | 0 | 19 | 277 | 595 | -318 |
| 13   | Pau                | 26  | 23 | 1  | 1 | 21 | 128 | 379 | -251 |

### Phase finale
|  | Demi-finales       | Demi-finales       |        |    | Finale   | Finale   |
|  | Demi-finales       | Demi-finales       |        |    | Finale   | Finale   |
|  |                    |                    |        |    |          |          |
|  | Bordeaux           | Bordeaux           |        |    | Bordeaux | Bordeaux |
|  | Bordeaux           | Bordeaux           |        |    | Bordeaux | Bordeaux |
|  | Villeneuve-sur-Lot | 20                 |        |    | Bordeaux | Bordeaux |
|  | Villeneuve-sur-Lot | 20                 |        |    | Bordeaux | Bordeaux |
|  | Carcassonne        | 9                  |        |    | Bordeaux | Bordeaux |
|  | Carcassonne        | 9                  | Roanne | 9  |          |          |
|  | Lyon               |                    | Roanne | 9  |          |          |
|  |                    | Villeneuve-sur-Lot | 0      |    |          |          |
|  | Roanne             | Villeneuve-sur-Lot | 0      | 24 |          |          |
|  | Roanne             |                    |        | 24 |          |          |
|  | Bordeaux           | 8                  |        |    |          |          |
|  | Bordeaux           | 8                  |        |    |          |          |

### Finale (14 mai 1939)
(mt : 4 - 0)
Homme du match : 
Points marqués :
- Roanne : 1 essai de J. Dauger ; 1 transformation de Rousié ; 2 pénalités de Rousié
- Villeneuve-sur-Lot : aucun point inscrit

Évolution du score : 2-0, 4-0, 9-0
Arbitre :  Frank Peel (Bradford)
Spectateurs : 19 100
- Roanne: Gabriel Clément - Jean Bellan, Jean Dauger, Max Rousié, Charles Lamarque - Roger Pouy, Robert Dauger - Henri Gibert, Armand Figeac, Louis Gibert, Jean Ladeuich, Paul Piany, René Arotca (c) - Entraîneur : René Arotça
- Villeneuve-sur-Lot: Marius Guiral - Marcel Delhommeau, Baptiste Carbo, René Lhoste, André Lacaze - Étienne Cougnenc, Pierre Brinsolles - Urbain Tissinier, Henri Durand, Antoine Puyuelo, Georges Tutard, Jean Daffis, Maurice Brunetaud

Dans une finale jouée sous la pluie, le jeu fut fermé par peur de la perdre. Roanne mène 4-0 à la mi-temps grâce à deux pénalités de Max Rousié puis ajoute cinq points en seconde période par un essai de Jean Dauger transformé par Rousié.

## Effectifs des équipes présentes
| Roanne       | René Arotca (c) (de Bayonne XV) Edmond Auger Jean Bellan Carette Gabriel Clément Jean Dauger Robert Dauger Armand Figeac Henri Gibert Louis Gibert Joseph Griffard Jean Ladeuich Charles Lamarque Vincent Martimpé-Gallart Maton (de Boucau) Paul Piany Roger Pouy Max Rousié               | Villeneuve-sur-Lot | Bonnet Pierre Brinsolles Maurice Brunetaud Camel Baptiste Carbo Caubet Étienne Cougnenc Jean Daffis Marcel Delhommeau Henri Durand Marius Guiral André Lacaze (de Béziers) René Lhoste Antoine Puyuelo Urbain Tissinier Georges Tutard |
| Carcassonne  | Altemaire Barcal Félix Bergèze Bordenave Caruesco Castex Joseph Choy Clergues Fabre Jean Fau Gabanou Goxe Perez Jean Poch Raynaud Roques Marius Roumagnac Valès Guy Vassal | Bordeaux           | Louis Bisauta Raoul Bonamy Cazaux Dehez (Aviron Bayonnais) Joseph Desclaux Ducourneau Cyprien Estoueigt Maurice Gagnol Jacques Labrousse Lamagnière André Larroche Larue Lopez François Nouel Marcel Nourrit André Saubion Charles Suarès Marcel Villafranca Entraîneur : Raoul Bonamy |
| XIII catalan | Aimé Bardes Émile Bosc André Bruzy Ferdinand Danoy Fabre François Forma André Gau Raoul Lavagne Jep Maso Mollens François Noguères Joseph Ollet Maurice Porra Jean Queroli François Rivière Augustin Saltraille Roger Vaills Entraîneur : Roger Ramis                                       | Toulouse           | Jean Avignon Robert Ayribat René Barthère Georges Bentouré Sylvain Bès Louis Brané Georges Chevallier André Duprat Marcel Georges Jean Labat Jean Londaitsbéhère Adrien Maurel (du XIII catalan) Narp (de Valence d'Agen) Sabatier Frantz Sahuc Alexandre Salat Raphaël Saris Robert Stévenot (de Pau XIII) Marcel Teychenné Tournier (du XIII Catalan)                                                                            |
| Albi         | René Bousquet Mounié Lopez Laberthète Henri Jeansous (c) Desplats Lapeyre René Lataillade Thomas Parker Gaston Combes Robert Barran Carsuzaa (de Valence-d'Agen) Gimenez(de Valence-d'Agen) Builles(de Valence-d'Agen) Tzaga(de Valence-d'Agen) Gadit (de Brive) Entraîneur : Thomas Parker | Lyon-Villeurbanne  | Charles Petit Sella (de Vienne) Léani (du L.O.U.) Picard (de Vienne) Barry Henri Marty Hurabielle Rolland Gustave Genevet Carcella Arioulou Perrin Laffont Laprune Buchet |
| Côte basque  | Adelaïde (de Boucau) Henri Audurau Antoine Blain André Cussac Justin Davant Pierre Etchart Fort André Hiriart Laclédère Lacourt Larroudé Pearce Puchulu Salanova (de Tarbes) Henri Sanz David Zabaleta                                                                                      | Cavaillon          | Abeillon (de Cavaillon) Deboud Jean Daguerre (de Paris XIII) Laurent Lambert (de Lyon) Saldou (de Bouceau) Hugues (de Pézenat) Grazionette (de Dax) Giaccoletto (d'Avignon) Dufau (de Cavaillon) Gaston Amila (de Lyon) Coquiaud (de Côte basque) Kinzker (de Salon) Alexandre Salat (de Toulouse) Giuroy.Ciroy (du P.U.C.) Morel (de Carpentras) Bertrand (de Cavaillon) Cassan (de Cavaillon) Falcini (de Roanne) Couston Guirau |
| Brive        | Fabre Maurice Sournies Mathews Antonin Barbazanges Louis Dattas Émile Dattas Fauvel Gaucher David Labbé Crouzy Magnanou Duboille Parotin Barthez Serre Lalande Boissière Puybarret Rebeyrol Marcel Villafranca                                                                              | Narbonne           | Joseph Carrère (de Roanne) Arbona (de Villeneuve) Pignol Sangayra Amiel Escaffre Moros Margary Martinez Gonzalez Rodriguez Ponsaillié Raynaud Dufau (du T.O.E.C.) Arribaut (de Toulouse) Oulès (de Béziers) Entraîneur : Ribeyre et Carrère |
| Pau          | Pierre Taillantou Élisée Domercq Joanbon Cazaux Roger Lanta Pierre Lasserre (de Pau XV) Mourret (de Pau XV) | Dax                | Batz Goulard (de Soustons) Biec (de Bordeaux) Pascal (de Bordeaux) Larrodé (de l'AS du Midi) Pelot (de Saintes) Moras Castannier (de Béziers) R. Dupérier (c) |